# Downsizing (informatique)
Pour les articles homonymes, voir Downsizing.
 (janvier 2019).
Si vous disposez d'ouvrages ou d'articles de référence ou si vous connaissez des sites web de qualité traitant du thème abordé ici, merci de compléter l'article en donnant les références utiles à sa vérifiabilité et en les liant à la section « Notes et références ».
En informatique le terme anglais downsizing consiste à connecter plusieurs ordinateurs en réseau plutôt que d'utiliser un seul ordinateur central très puissant. Cette solution présente l'avantage de la redondance, donc de la sécurité, et de la flexibilité.

## Description
Le réseau de petites machines, souvent UNIX, ou VMS, bénéfice davantage que les ordinateurs centraux des effets d'économie d'échelle, les rendant plus intéressantes économiquement même si cela se traduit par une efficacité technique différente (nombreux mini ordinateurs et nombreux transferts de données, par exemple), gommée par le débit important des liaisons ethernet entre les machines.
Le mot downsizing a été très employé au début des années 1990.[réf. nécessaire]